# 피어헤드 빌딩

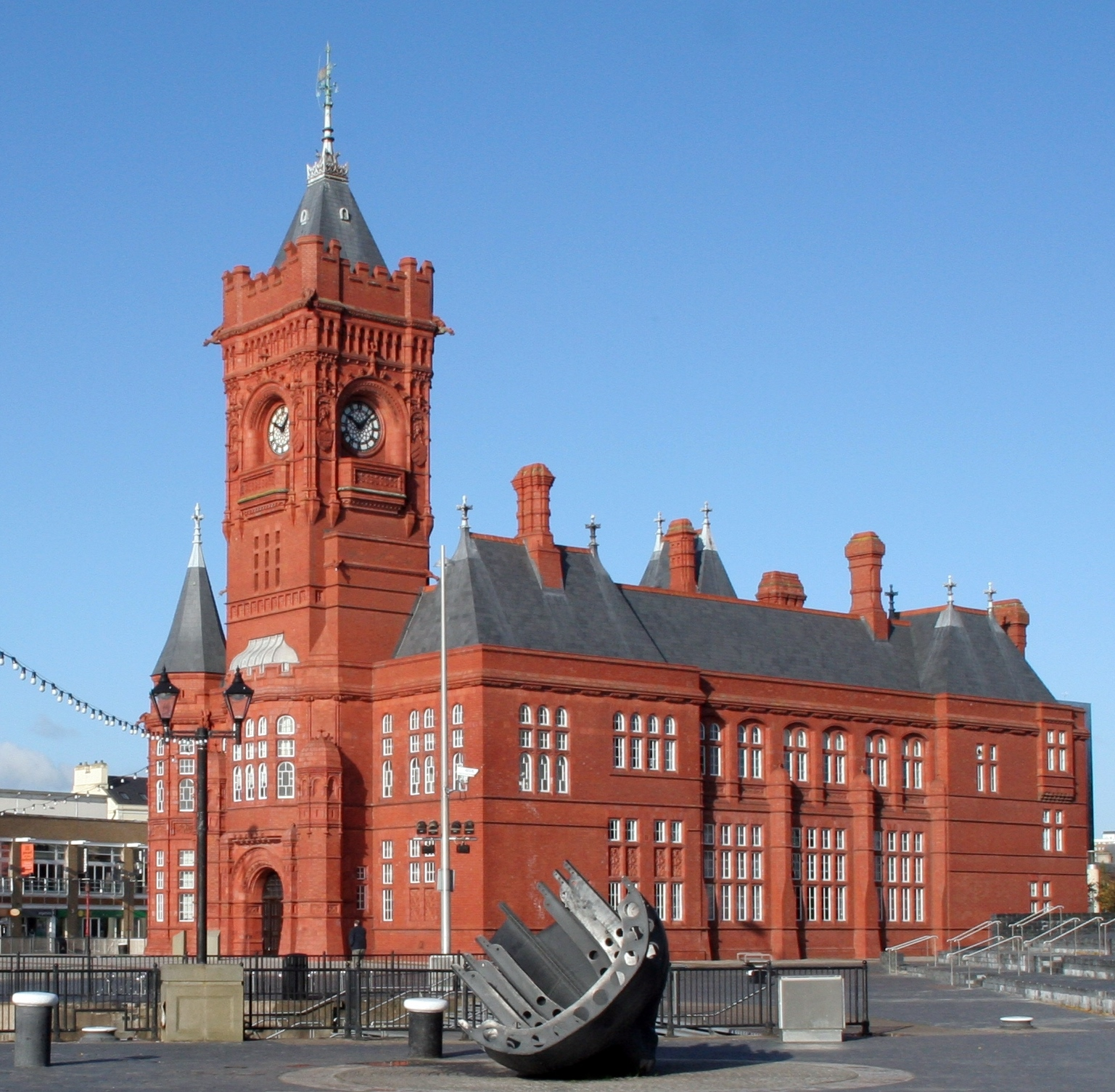
피어헤드 빌딩

피어헤드 빌딩(영어: Pierhead Building, 웨일스어: Adeilad y Pierhead)은 웨일스 카디프 카디프 베이에 있는 등록문화재 건물이다. 카디프에서 가장 유명한 랜드마크 중 하나인 이곳은 1897년 뷰트 독 컴퍼니(Bute Dock Company)의 본사로 지어졌다. 피어헤드는 현재 세네드 빌딩, 티 하이웰과 함께 웨일스 의회가 소유하고 있다. 2010년 3월 1일에 이 건물은 웨일스 역사 박물관 및 전시회로 대중에게 다시 공개되었다.